# Върбяне
Върбяне е село в Североизточна България. То се намира в община Каспичан, област Шумен.

## История и археология
При изкопни работи за водопровод работник забелязва човешки кости на дълбочина около 1 м, а в изхвърлената пръст намира изцяло запазена каничка от сива глина, с керамична форма, добре позната от ранносредновековни езически некрополи. Тази информация дава повод през периода 1995 - 1999 г. на това място да започнат археологически проучвания посредством 42 сондажа. В крайна сметка, на 1 км от западно Земленото укрепление на Плиска е разкрит ранносредновековен двуобреден некропол, който най-общо се поставя в хронологичните граници на ІХ в. Разкрити са 38 погребения и 12 тризни (плитко вкопани съоръжения за помени), а са проучени 29 погребения с трупополагане, 5 с трупоизгаряне и 4 кенотафа. Учените интерпретират двуобредността на находката като я датират хронологически до периода преди приемане на християнството или я обвързват с останали ритуални практики от езичеството, продължили да битуват и след 865 г.

## Население
Численост на населението според преброяванията през годините:
| \| Година на преброяване \| Численост \| \| --------------------- \| --------- \| \| 1934 \| 945 \| \| 1946 \| 991 \| \| 1956 \| 806 \| \| 1965 \| 718 \| \| 1975 \| 635 \| \| 1985 \| 495 \| \| 1992 \| 318 \| \| 2001 \| 311 \| \| 2011 \| 265 \| \| 2021 \| 186 \| |           |
| Година на преброяване | Численост |
| 1934 | 945       |
| 1946 | 991       |
| 1956 | 806       |
| 1965 | 718       |
| 1975 | 635       |
| 1985 | 495       |
| 1992 | 318       |
| 2001 | 311       |
| 2011 | 265       |
| 2021 | 186       |

### Етнически състав

#### Преброяване на населението през 2011 г.
Численост и дял на етническите групи според преброяването на населението през 2011 г.:
|                     | Численост | Дял (в %) |
| Общо                | 265       | 100,00    |
| Българи             | 128       | 48,30     |
| Турци               | 124       | 46,79     |
| Цигани              | 4         | 1,50      |
| Други               | 0         | 0,00      |
| Не се самоопределят | 6         | 2,26      |
| Неотговорили        | 3         | 1,13      |

## Религия
```
На 6 юни 2019 г., Възнесение Господне - Спасовден, Негово Високопреосвещенство Варненският и Великопреславски митрополит Йоан отслужи първата света Литургия в обновения храм на селото, посветен на Свети Николай Мирликийски Чудотворец. На светия престол бе поставен свети антиминс с вградена частица от мощите на свети мъченик Трифон.
```

## Редовни събития
Съборът на селото няма точно определена дата. Празнува се на Петдесетница (50 дена след Великден).